# Боевая машина реактивной артиллерии

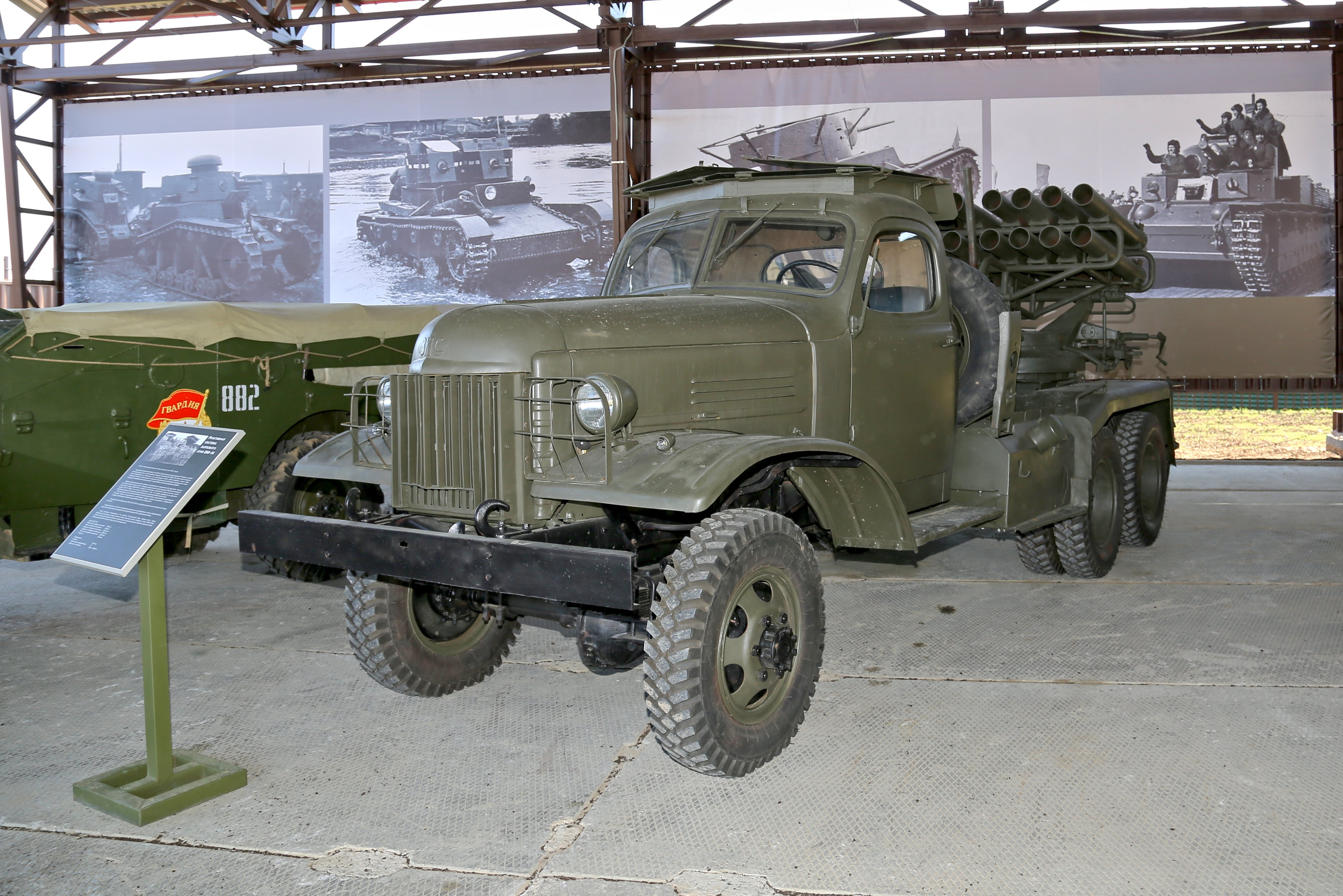
Советская боевая машина реактивной артиллерии 1950-х годов БМ-14

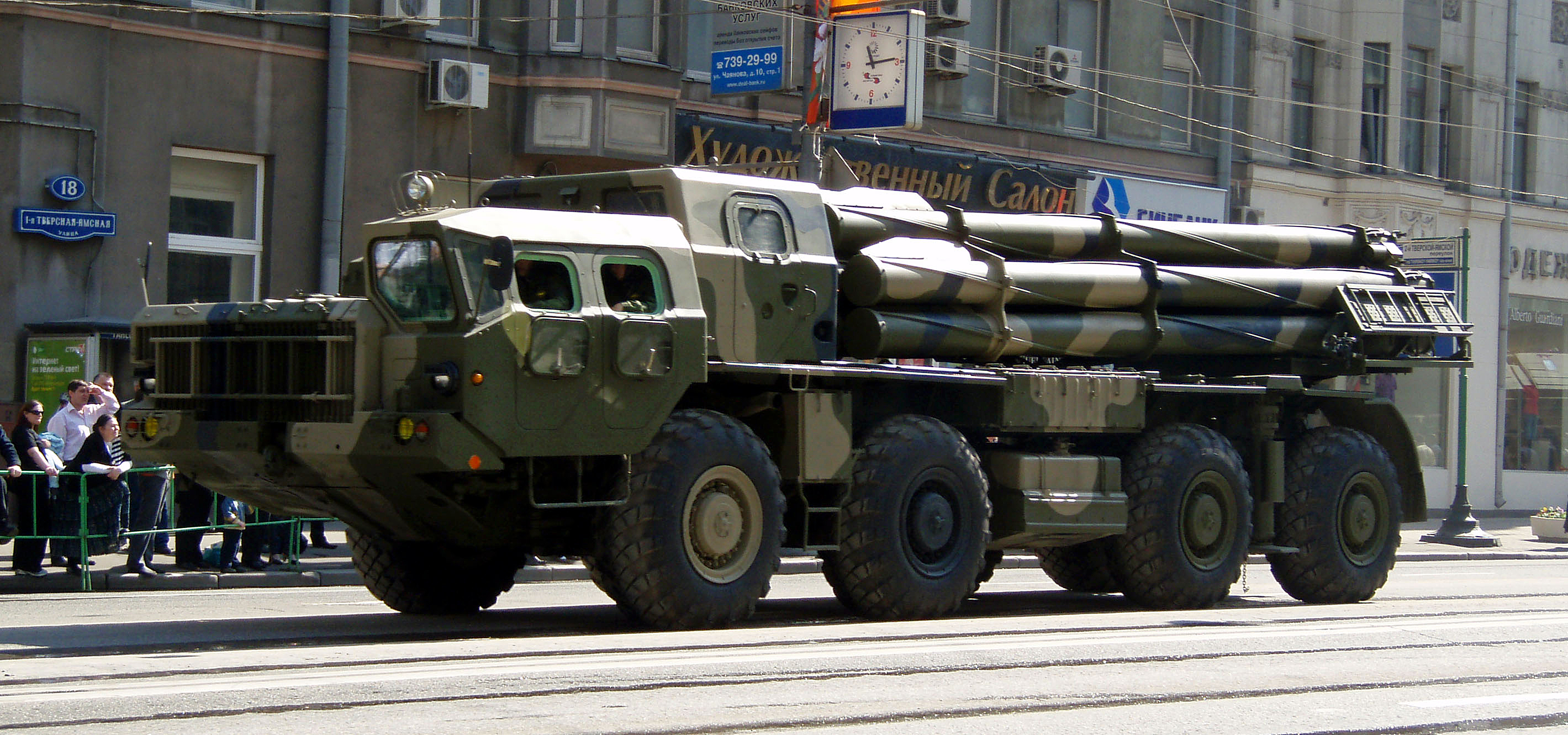
Современная российская боевая машина реактивной артиллерии 9А52-2 РСЗО «Смерч»

Боевая машина реактивной артиллерии (БМРА) — советский и российский военный термин для обозначения самоходных пусковых установок реактивных систем залпового огня в сухопутных войсках. Разновидность боевой машины.
Впервые боевые машины реактивной артиллерии (официально именовавшиеся в то время гвардейскими реактивными миномётами и широко известные под общим народным прозвищем «Катюша», впоследствии также распространившимся и на послевоенные машины) стали массово применяться СССР во время Великой Отечественной войны. В послевоенный период стали активно развиваться как в СССР и странах Варшавского договора, так и в странах Запада.
В артиллерийскую часть боевых машин реактивной артиллерии входят: пакет направляющих (в современных системах — исключительно трубчатых, ранние системы обычно имели рельсовые либо сотовые направляющие), в которых размещаются неуправляемые реактивные снаряды (в некоторых системах, таких как американская M270 MLRS, могут применяться также неуправляемые тактические ракеты) и при помощи которых направляется траектория полёта последних; поворотная рама, осуществляющая перемещение пакета направляющих в горизонтальной плоскости; механизмы наводки для изменения вертикального угла наведения; уравновешивающий механизм; прицельные приспособления; пусковое оборудование. Артиллерийская часть, как правило, устанавливается на автомобильном шасси высокой проходимости, реже — на гусеничном шасси.
Современные машины обычно имеют от 12 (например, БМ-30 системы «Смерч») до 40 (например, БМ-21 системы «Град») трубчатых направляющих калибра 110—300 мм и могут вести стрельбу на дальность 10—30 км и более.